# Zubački kabao
Le Zubački kabao (Cyrillique: Зубачки кабао) est le point culminant de la chaîne de montagne Orjen dans les Alpes dinariques. Il culmine à 1 894 mètres. Du sommet, on peut apercevoir les côtes de la mer Adriatique, les bouches de Kotor, le Durmitor, le lac de Skadar et les montagnes albanaises.

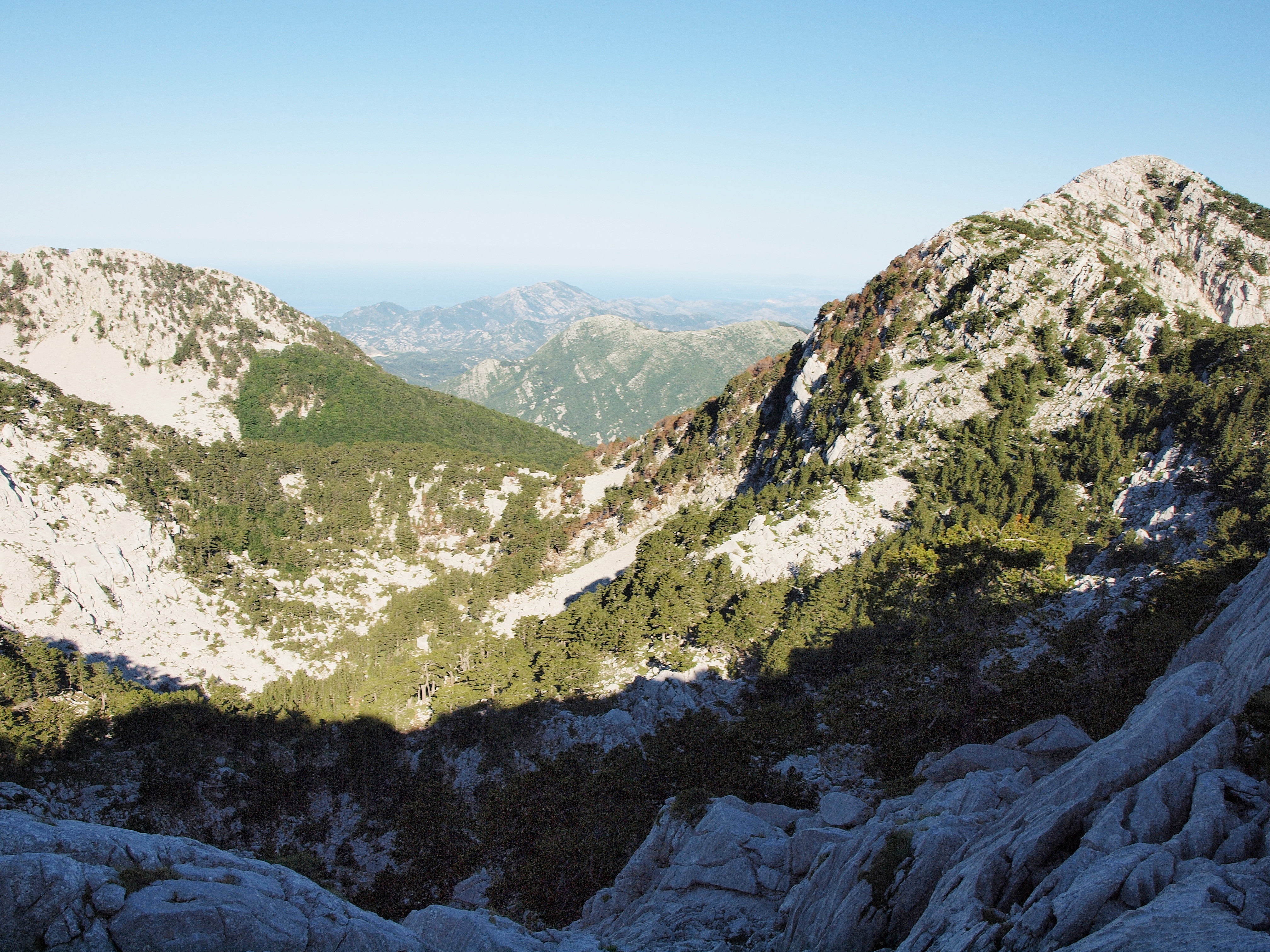
Vue sur la mer Adriatique du sommet